# Congochthonius nanus
Congochthonius nanus är en spindeldjursart som beskrevs av Beier 1959. Congochthonius nanus ingår i släktet Congochthonius och familjen käkklokrypare. Inga underarter finns listade i Catalogue of Life.